# Стариковський (хутір)
Стариковський (рос. Стариковский) — хутір у Суровікінському районі Волгоградської області Російської Федерації.
Населення становить 44 особи. Входить до складу муніципального утворення Нижнєосиновське сільське поселення.

## Історія
Хутір розташований у межах українського історичного та культурного регіону Жовтий Клин.
Згідно із законом від 21 грудня 2004 року № 971-ОД органом місцевого самоврядування є Нижнєосиновське сільське поселення.

## Населення
| 2010 |
| ---- |
| 44   |